# Elsa Cayat
Elsa Cayat (* 9. März 1960 in Sfax; † 7. Januar 2015 in Paris) war eine französische Psychiaterin, Psychoanalytikerin und Kolumnistin. Sie wurde bei dem Terroranschlag auf die Redaktion des Magazins Charlie Hebdo ermordet.

## Leben
Geboren in Tunesien, zog sie als Kleinkind mit ihren Eltern in den Vorort von Vincennes. Ihr Vater war Gastroenterologe und Kommunist, ihre Mutter war Juristin. Sie hatte eine Schwester (Beatrice) und einen Bruder (Frederik).
Elsa Cayat galt nach Ansicht von Paris Match als eine der besten Psychoanalytikerinnen der Lacanschen Schule in Paris. Bereits mit 22 Jahren erlangte sie am Ende des Medizinstudiums den Status einer Interne der Hopitaux de Paris (Pariser Krankenhausverbund). Die Pariser Internes bilden die Spitze der medizinischen Elite Frankreichs, der Zugang ist durch eine extrem anspruchsvolle akademische Auslese (Concours) reguliert.
Neben ihrer psychologisch-psychiatrischen Arbeit in eigener Praxis war sie auch als Autorin und Kolumnistin tätig. Sie veröffentlichte in der französischen Satirezeitschrift Charlie Hebdo die regelmäßige zweiwöchentliche Kolumne „Charlie Divan“ (angelehnt an die Couch des Psychoanalytikers), in der sie aktuelle Probleme der Erziehung, des Geschlechterverhältnisses, der französischen Gesellschaft allgemein und die Entstehung des Holocaust behandelte. Dabei bezog sie sich regelmäßig auf Erfahrungen ihrer psychiatrischen und psychoanalytischen Praxis. Im Sommer 2014 ging sie mit Stéphane Charbonnier nach Peru, um den Wirkstoff des Peyote-Kaktus auszuprobieren. Sie wohnte zuletzt in der Avenue Mozart.
Sie wurde bei dem Terroranschlag auf die Satirezeitschrift Charlie Hebdo während einer Redaktionskonferenz getötet, gemeinsam mit den Zeichnern Georges Wolinski, Jean Cabut (Cabu), Philippe Honoré, Bernard Verlhac (Tignous) und Bernard Maris (Oncle Bernard), der Mitbegründer von Attac-Frankreich und Mitinhaber von Charlie Hebdo, dem Lektor Mustapha Ourrad, der Journalist Michel Renaud und dem Wartungstechniker Fréderic Boisseau sowie den beiden Polizisten Franck Brinsolaro und Ahmed Merabet.
Cayats Nichte Sophie Bramly erklärte, Cayat habe Monate zuvor bereits Morddrohungen erhalten, falls sie weiter bei Charlie Hebdo arbeiten würde; dabei wurde sie als „dreckige Jüdin“ beschimpft. Sie wurde auf dem Cimetière Montparnasse begraben.
Elsa Cayat war verheiratet und hinterließ eine 20-jährige Tochter.

## Schriften
- Un homme + une femme = quoi? Payot & Rivages, Paris 2007, ISBN 978-2-228-90185-7.
- mit Antonio Fischetti: Le Désir et la Putain. Les enjeux cachés de la sexualité masculine. Albin Michel, Paris 2007, ISBN 978-2-226-17927-2.
- En quoi la fétichisation de la science par la technocratie aboutit-elle à la négation de l’homme et à l’éradication de la pensée? In: Enfance dangereuse, enfance en danger? L’appréhension des écarts de conduite de l’enfant et de l’adolescent. Érès, Paris 2007, ISBN 978-2-7492-0761-2.
- L’écart entre le Droit et la loi. In: La maîtrise de la vie. Les procréations médicalement assistées interrogent l'éthique et le droit. Érès, Paris 2012, ISBN 978-2-7492-1569-3, S. 235–250.